# مقبرة أمنا حواء
مقبرة أمنا حواء أو قبر حواء هو موقع أثري يقع في جنوب غرب مدينة جدة، وبالتحديد في حي العمارية القريب من ساحل البحر الأحمر. حيث كانت مبنية بالحجر المنقبي وسبب التسمية بهذا الاسم يعود إلى اعتقاد المسلمين بأن حواء توفيت ودفنت في ذلك الموقع من مدينة جدة، وهو أيضا أحد مصادر تسمية مدينة «جدة» قال د.خالد الغيثت إن الأقرب إلى الصواب أن تنطق جدة بالضم «جُدّة» وهذا يعني الطريق والسبيل والجادة، وأما من ذهب إلى أنها بالفتح جَدَّه فإنه أراد نسبتها إلى حواء عليها السلام  نسبة إلى كلمة «جَدة» (بمعنى والدة الأب أو الأم). وينسب سكان المدينة التسمية لأم البشر حواء التي يقولون أنها دفنت في هذه المدينة التي نزلت إليها من الجنة بينما نزل جدنا آدم في الهند والتقيا عند جبل عرفات ودفنت هي في جدة. وهذه إحدى الآراء الذي ذكرها ابن كثير في كتابه البداية والنهاية.
وقد ذكر بعض المؤرخين ان موضع مقبرة أمنا حواء الحالي كان هيكلاً عبدته قضاعه قبل الإسلام، وأقيم القبر مكانه بعد الإسلام وذكر ابن جبير في القرن السادس الهجري خلال زيارته إلى جدة أنه رأى بها موضعاً فيه قبة مشيّدة قديمة يذكر انه كان منزلاً لحواء أم البشر.. كما أشار ابن بطوطة إلى وجود القبة خلال رحلته إلى جدة في القرن السابع الهجري.. كما ذكر آثاراً تدل على قدمها.. وذكر الرحالة التركي (اوليا جلبي) في رحلته الحجازية التي تمت عام (1082) هجرية وصفه لمقبرة أمنا حواء ما يلي:
هناك قبة صغيرة على المكان الذي ترقد فيه أمنا حواء.. مع ان المكان رملي وسط الصحراء إلاّ أنه بسيط وغير مزين والقبر مغطى بالحرير الأطلس الأخضر وخارج الضريح وحوله مغطى بالحصى ناحية رأسها الشريفة وكذا ناحية قدميها.
كما ان الرحالة محمد لبيب البشنوني وصف قبر أمنا حواء قائلاً: انه في مدافن المسلمين بجدة قبر طويل يبلغ (150) متراً على ارتفاع متر وعرض ثلاثة أمتار وهو ما يسمونه قبر أمنا حواء وقد أقيمت عليه معالم تبين مكان الرأس والقدمين.
لقد أدى الاعتقاد بأن ذلك القبر الذي كانت عليه قبة هو قبر أمنا حواء إلى قيام العديد من الأهالي والحجاج بارتياد الموقع للزيارة والتبرك، حتى منتصف القرن الرابع عشر الهجري.. وعندما رأى الملك عبد العزيز يرحمه الله ذلك الجهل و«الخزعبلات» التي تتعارض مع الدين.. والتي أصبح البسطاء من الناس يقومون بها دون وعي وفهم لمخالفتها للدين الإسلامي والشرع العظيم الذي جاء به محمد صلى الله عليه وسلم أمر عندها الملك عبد العزيز بهدم وإزالة ذلك القبر والقبة لتصحيح معتقدات الناس وتخليصها من البدع والجهل الذي يمارسه البسطاء آنذاك.. ولكن السور الخارجي المحيط بالمقبرة ظل باقياً إلى وقت قريب، حيث تم تجديد السور ولازالت المقبرة قائمة ومستمرة في استقبال ودفن الموتى حتى اليوم.
تم إغلاق الموقع عن طريق طمره بالإسمنت على إثر قرار من هيئة الأمر بالمعروف في عام 1975، على خلفية صلاة بعض الحجاج فيها إثر موسم الحج لذلك العام.